# 가마쿠라 (축제)

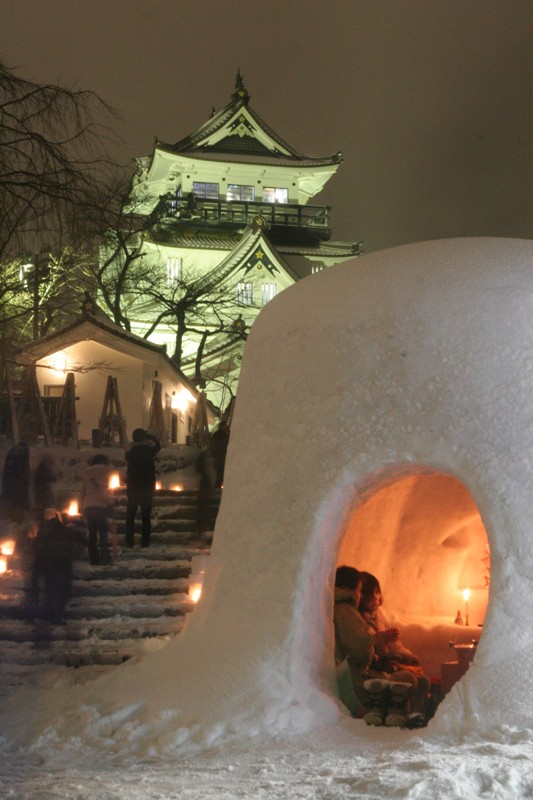
가마쿠라

가마쿠라(かまくら)는 아키타현, 니가타현 등 일본의 강설 지역에 행해지는 정월 대보름의 전통 행사이다. 눈으로 만든 집은 설치한다.

## 같이 보기
- 이글루